# Новая Фрумушика
Новая Фрумушика (рум. Frumuşica Nouă, Фрумушика Ноуэ) — село в Флорештском районе Молдавии. Наряду с селом Фрумушика входит в состав коммуны Фрумушика.

## География
Село расположено на высоте 119 метров над уровнем моря.

## Население
По данным переписи населения 2004 года, в селе Фрумушика Ноуэ проживает 2 человека (1 мужчина, 1 женщина).
Этнический состав села:
| Национальность | Число жителей | Процентный состав |
| -------------- | ------------- | ----------------- |
| молдаване      | 2             | 100,0             |
| Всего          | 2             | 100 %             |